# Championnat de France de hockey sur glace 1953-1954
Saison précédente Saison suivante
La saison 1953-1954 est la 33e saison du championnat de France de hockey sur glace.

## Bilan
Le Chamonix Hockey Club est champion de France pour la quatorzième fois.